# Dendronephthya villosa
Dendronephthya villosa är en korallart som beskrevs av Kükenthal 1905. Dendronephthya villosa ingår i släktet Dendronephthya och familjen Nephtheidae. Inga underarter finns listade i Catalogue of Life.